# Luciano Pereña
Luciano Pereña Vicente (Aldeadávila de la Ribera, Salamanca, 1920 – Madrid, 2007) fue un investigador humanista y catedrático español, estudioso de la cultura hispánica, historiador de las ideas y politólogo. Director y artífice del monumental "Corpus Hispanorum de Pace".

## Biografía intelectual
Doctor en Ciencias Políticas y Económicas, fue catedrático de la Universidad Pontificia de Salamanca, y de la Francisco de Vitoria. Por otra parte dirigió la especial "Cátedra V Centenario". En 1954, al inicio de su actividad, arranca la publicación de sus estudios sobre Francisco Suárez, Francisco de Vitoria, Alonso de Madrigal y en general la Escuela de Salamanca y la relación americana de esta. De manera habitual, a lo largo de toda su vida profesional, impartió seminarios en el Instituto Social León XIII, actividad esta en la que fraguó su pensamiento sociopolítico. Pereña forma parte de ese grupo de intelectuales cristianos que contribuyó notablemente a la formación de una nueva cultura política democrática que posibilitó la exitosa Transición española.
Según López Fonseca, "no resulta sencillo escribir una semblanza del profesor Pereña por muchas razones, entre otras por haber sido persona muy reservada. Casi podríamos decir que su vida 'conocida' se circunscribe a lo relativo a la Asociación Francisco de Vitoria, de la que fue Secretario General bajo la dirección de Luis Legaz Lacambra, y una serie de actividades, especialmente las concernientes a la gran colección a que dio vida y dirigió, el Corpus Hispanorum de Pace, así como aquellas más variadas que condujeron a las conmemoraciones del año 1992". Prosigue más adelante: "Pereña asume que la Escuela de Salamanca desempeñó un papel fundamental en la consideración de Derecho moderno y su fundamentación filosófica; que gracias a los teólogos de Salamanca se condujo la reflexión sobre el bien común, la legitimación del poder político y la relación entre ley natural y ley positiva desde el tomismo tradicional con origen en el pensamiento aristotélico, hasta una concepción cosmopolita de las relaciones internacionales".
Durante cuatro décadas fue investigador del CSIC (Madrid), donde creó y dirigió una de las más importantes producciones científico-humanísticas de esa institución: el "Corpus Hispanorum de Pace". Esta serie de grandes ediciones bilingües latín-español, elaborada en veintisiete volúmenes por un equipo de investigación dirigido por Pereña, constituye la base reconstructiva contemporánea de la Escuela de Salamanca, el mayor momento del pensamiento español e hispánico.
La orientación del "corpus" es de preferente concepción americanista y jurídica y politológicamente democrática e internacionalista.
El pensamiento de Pereña, que centró históricamente los problemas teóricos de las obras estudiadas y, a su vez, desarrolló criterios propios de crítica textual destinados a la edición de las mismas, mantuvo la tendencia creciente a la interpretación actualizada para nuestro tiempo de los grandes argumentos tratados: derecho internacional, teoría de la paz, teoría democrática, la cuestión de la guerra nuclear, objeción de conciencia, etc.

## Obras fundamentales

### Estudios y ensayos
- El sistema de El Tostado sobre el Derecho de Gentes (1956), ed. de A. López Fonseca y J.M. Ruiz Vila, prefacio de F. Martínez, Madrid, Instituto Juan Andrés de Comparatística y Globalización, 2022.[6]
- La Escuela de Salamanca. El legado de paz Francisco de Vitoria. Corpus Hispanorum de Pace: inventario de fuentes y documentos. Claves de interpretación histórica, Madrid, Universidad Francisco de Vitoria, 2002 (en colab. con J. Conde López).
- La Leyenda Negra a debate. Guerra de propaganda antiespañola. ¿Cómo se manipuló la historia? I. Panfletos y manifiestos, Madrid, UFV, 2000.
- La Leyenda Negra a debate. Guerra de propaganda antiespañola. ¿Cómo se manipuló la historia? II. Imágenes y grabados, Madrid, UFV, 2000.
- Proceso a la Leyenda Negra: la Leyenda Negra a debate, Madrid, UFV, 1999.
- Descubrimiento y conquista, ¿genocidio?, Salamanca, Universidad Pontificia, 1990.
- Genocidio en América, Madrid, Mapfre, 1992.
- La idea de justicia en la conquista de América, Madrid, Mapfre, 1992.
- Utopía y realidad indiana, Salamanca, Universidad Pontificia, 1992.
- Carta magna de los indios, Salamanca, Universidad Pontifica, 1987.
- Doctrina christiana y catecismo para instrucción de los indios, Madrid, CSIC, 1986.
- La Escuela de Salamanca: proceso a la conquista de América, Salamanca, Caja Duero, 1986.
- La Ética en la conquista de América. F. de Vitoria y la Escuela de Salamanca, Madrid, CSIC, 1983.
- La objeción de conciencia en España, Madrid, PPC Editorial, 1971.
- Mensaje conciliar de la paz, Madrid, Alcalá, 1967.
- En la frontera de la paz, Madrid, Euramérica, 1961.
- ¿Colonialismo?, Madrid, Euramérica, 1958.
- Diego de Covarrubias y Leyva, maestro de Derecho Internacional, Madrid, CSIC, 1957.
- Criteriología democrática, Madrid, Euramérica, 1957.
- Bien común y paz dinámica, Madrid, Euramérica, 1956.
- Misión de España en América (1540-1560), Madrid, CSIC, 1954.
- Teoría de la guerra en Francisco Suárez, Madrid, CSIC, 1954, 2 vols.

### Ediciones
- Francisco Suárez, De legibus, I. De natura legis, Madrid, CSIC, 1972.
- Francisco Suárez, De legibus, II. De legis obligatione, Madrid, CSIC, 1972.
- Francisco Suárez, De legibus, III. De lege naturali, Madrid, CSIC, 1974.
- Francisco Suárez, De legibus, IV. De lege gentium, Madrid, CSIC, 1974.
- Francisco Suárez, De legibus, V. De ciuili potestate, Madrid,CSIC, 1975.
- Francisco Suárez, De legibus, VI. De politica obligatione, Madrid, CSIC, 1977.
- Francisco Suárez, De legibus. De lege positiua canonica II, Madrid, CSIC, 1981.
- Diego Pérez de Mesa, Política o razón de Estado: convivencia y educación democráticas, Madrid, CSIC, 1980. (En colab. con C. Baciero).
- Francisco de Vitoria, Relectio de iure belli o paz din mica. Escuela española de la Paz, primera generación 1526-1560, Madrid, CSIC, 1981.
- Juan de la Peña, De bello contra insulanos. Intervención de España en América, 2 vols., Madrid, CSIC, 1982.
- José  de Acosta, Pacificación y colonización, Madrid, CSIC, 1984.
- Bartolomé  de las Casas, De regia potestate o Derecho de autodeterminación, Madrid, CSIC, 1984.
- José de Acosta, De procuranda indorum salute, Madrid, CSIC, 1987.